# Мунтазер аль-Заїді
Мунтазе́р аль-Заїді́ (араб. منتظر الزيدي) — іракський журналіст, кореспондент іракської телекомпанії Аль-Багдадія. Став відомим завдяки інциденту 14 грудня 2008 р. коли кинув під час пресконференції у Джорджа Буша двома черевиками. Цей вияв зневаги до президента США отримав загальну підтримку в арабському світі та підніс Аль-Заїді до культового статусу у мусульманських країнах.

## Біографія
Аль-Заїді народився у Іраку, навчався у Багдадському університеті на факультеті телекомунікаційних технологій. З 2005 р. працював телевізійним кореспондентом іракської телекомпанії Аль-Багдадія. Мешкаючи у Багдаді після вторгнення США двічі арештовувався американськими військами та був викрадений 16 листопада 2007 р. іракськими повстанцями, однак був звільнений через три дні без викупу. Відзначився своїми репортажами з критикою американської окупації Іраку.

## Інцидент з черевиками
14 грудня 2008 р. під час пресконференції прем'єр-міністра Іраку Нурі аль-Малікі Мунтазер аль-Заїді кинув два черевики у президента США Джорджа Буша вигукнувши «Це тобі, собако, поцілунок на прощання від іракського народу» та «Це тобі за вдів та сиріт та усіх, хто загинув у Іраку». Хоча обидва черевики не влучили у президента, такий вчинок вважається в арабській культурі однією з найгірших образ.
Зразу після інциденту Аль-Заїді був затриманий іракською службою безпеки та жорстоко побитий. За словами брата журналіста йому зламали руку та ребро. Пізніше були висунуті звинувачення в образі прем'єр-міністра країни та іноземного гостя. У разі якщо він буде визнаний винним, журналістові загрожує семирічне ув'язнення, або штраф.

## Наслідки
На захист молодого чоловіка виступили його колеги журналісти, політики та адвокати, близько 200 з них виявили готовність захищати Мунтазера у суді. Телекомпанія Аль-Багдадія також виступила на захист свого журналіста і вимагала його звільнення. 15 грудня відбулася масова демонстрація у Багдаді з вимогою звільнити журналіста. Низка іракських та арабських політичних та релігійних діячів проголосили вчинок Аль-Заїді героїчним. Черевики, які полетіли у Джорджа Буша були готові купити заможні араби з Саудівської Аравії, їх ціна коливалася спочатку від ста тисяч аж до 10 мільйонів доларів. Також лунали пропозиції виставити черевики як експонат у музеї.
Мунтазер аль-Заїді був звинувачений у нападі на голову іноземної держави, йому загрожувало 15 років ув'язнення. Однак, 12 березня 2009 р. іракський суд засудив журналіста до трьох років тюремного ув'язнення.